# The Japan Times
The Japan Times er en engelsksproget avis i Japan med redaktion i bydelen Minato i Tokyo. I 2006 lå det daglige oplag på 46.000; avisen havde dermed et lille forspring foran sine hovedkonkurrenter, International Herald Tribune/Asahi og Daily Yomiuri.
Avisens motto er All the news without fear or favor. Avisens læsere var i 1998 omkring 50 % japanere og 50 % udlændinge. Avisen koster 180 yen.
Den første udgave, med seks sider, udkom den 22. marts 1897. I 1918 indgik avisen i The Japan Mail, som også var engelsksproget, og blev derefter udgivet under titellen The Japan Times and Mail. Fra 1940, efter fusionering med Japan Advertiser fra Tokyo og Japan Chronicle fra Kobe, udkom avisen med titellen The Japan Times & Advertiser. I 1943 kom der endnu en navneændring til Nippon Times; i 1956 tog avisen sit gamle navn tilbage.